# Attorney General for England and Wales
Der Attorney General for England and Wales (vollständig: His Majesty's Attorney General for England and Wales) ist der im Vereinigten Königreich für England und Wales zuständige Generalstaatsanwalt. Wie in vielen Regierungssystemen, die sich an das Common Law anlehnen, ist er der oberste Rechtsberater der Regierung.

## Geschichte
Das Amt des Attorney General in England besteht seit mindestens dem Jahr 1243. Erster namentlich bekannter Inhaber des Amtes war William von Boneville 1277 bis 1278. Mit dem Act of Union 1707 war der Attorney General for England and Wales oberster Rechtsberater der Regierung, der schottische Lord Advocate war innerhalb der Regierung aber weiterhin für Schottland als eigenem Rechtsbereich zuständig. Der Attorney General for England and Wales zählt zu den Law Officers of the Crown und ist offiziell Mitglied des Kabinetts des Vereinigten Königreichs. Er ist allerdings traditionell nur bei Bedarf Teilnehmer der Kabinettssitzung und war auch niemals Oberhaupt der Justiz. Bis zur Einführung des Amtes des Justizministers im Jahr 2007 war der Lordkanzler Oberhaupt der Justiz. Diesen war bzw. ist das Attorney General’s Office unterstellt. Stellvertreter des Attorney General ist dabei der Solicitor General for England and Wales.

## Funktion in anderen Landesteilen
Zwischen 1972 und 2010 war der Attorney General for England and Wales auch zeitgleich der für Nordirland zuständige Attorney General for Northern Ireland. Nach 2010 ist der englische Attorney General meist auch Advocate General for Northern Ireland. Schottland hat mit dem Solicitor General einen eigenen Generalstaatsanwalt.

## Bekannte Amtsinhaber
- Richard Arden, 1. Baron Alvanley (1744–1804)
- John Campbell, 1. Baron Campbell (1779–1861)
- Alexander Cockburn, 12. Baronet (1802–1880)
- Robert Finlay, 1. Viscount Finlay (1842–1929)
- John Freeman-Mitford, 1. Baron Redesdale (1748–1830)
- Robert Gifford, 1. Baron Gifford (1779–1826)
- Peter Goldsmith, Baron Goldsmith (* 1950)
- Dominic Grieve (* 1956)
- Michael Havers, Baron Havers (1923–1992)
- Lionel Heald (1897–1981)
- Gordon Hewart, 1. Viscount Hewart (1870–1943)
- Douglas Hogg, 1. Viscount Hailsham (1872–1950)
- Thomas Inskip, 1. Viscount Caldecote (1876–1947)
- Rufus Isaacs, 1. Marquess of Reading (1860–1935)
- Henry James, 1. Baron James of Hereford (1828–1911)
- Elwyn Jones, Baron Elwyn-Jones (1909–1989)
- Nicholas Lyell, Baron Lyell of Markyate (1938–2010)
- Reginald Manningham-Buller, 1. Viscount Dilhorne (1905–1980)
- David Maxwell Fyfe, 1. Earl of Kilmuir (1900–1967)
- Patrick Mayhew (1929–2016)
- John Morris, Baron Morris of Aberavon (1931–2023)
- Spencer Perceval (1762–1812)
- Ernest Pollock, 1. Viscount Hanworth (1861–1936)
- Peter Rawlinson, Baron Rawlinson of Ewell (1919–2006)
- William Robson, Baron Robson (1852–1918)
- John Romilly, 1. Baron Romilly (1802–1874)
- James Scarlett, 1. Baron Abinger (1769–1844)
- Patricia Scotland, Baroness Scotland of Asthal (* 1955)
- John Scott, 1. Earl of Eldon (1751–1838)
- Hartley Shawcross (1902–2003)
- Samuel Silkin, Baron Silkin of Dulwich (1918–1988)
- John Simon, 1. Viscount Simon (1873–1954)
- Frederick Edwin Smith, 1. Earl of Birkenhead (1872–1930)
- Donald Somervell, Baron Somervell of Harrow (1889–1960)
- Frank Soskice, Baron Stow Hill (1902–1979)
- Edward Thurlow, 1. Baron Thurlow (1731–1806)
- Richard Webster, 1. Viscount Alverstone (1842–1915)
- Gareth Wyn Williams (1941–2003)
- Jeremy Wright (* 1972)
- Suella Braverman (* 1980)
- Michael Ellis (* 1967)
- Victoria Prentis (* 1971)